# Macheiroiulus compressicauda
Macheiroiulus compressicauda är en mångfotingart som beskrevs av Karl Wilhelm Verhoeff 1901. Macheiroiulus compressicauda ingår i släktet Macheiroiulus och familjen kejsardubbelfotingar. Inga underarter finns listade i Catalogue of Life.